# Amelora goniota
Amelora goniota är en fjärilsart som beskrevs av Guest 1887. Amelora goniota ingår i släktet Amelora och familjen mätare. Inga underarter finns listade i Catalogue of Life.